# 쿠 드 샹스
《쿠 드 샹스》(프랑스어: Coup de chance)는 2023년 개봉한 프랑스의 스릴러 영화이다. 우디 앨런이 감독과 각본을 맡았다. 제80회(2023년) 베네치아 영화제에서 전 세계 최초로 공개됐다.

## 줄거리
패니와 장은 이상적인 커플이 원하는 모든 것을 가졌지만, 아이는 없다. 직업적으로 성공한 그들은 파리 부유층 지역의 웅장한 아파트에서 살며 서로 사랑하는 듯 보인다. 하지만 패니가 고등학교 친구였던 알랭과 우연히 마주치면서 상황은 복잡해진다. 다시 만난 것이 오래된 감정을 불러일으키는 듯하다. 이제 작가가 된 알랭은 항상 그녀를 사랑했음을 숨기지 않는다. 동시에, "이미 부유한 사람들을 더 부유하게 만드는" 직업을 가진 남편의 사교 모임에서 그녀는 그의 이윤 동기에 의문을 품기 시작한다.
패니와 알랭은 갑작스럽게 격렬한 혼외 관계를 시작하고, 그녀는 남편을 떠나기로 결심한 듯 보인다. 남편은 그녀의 성격에서 미묘한 변화를 의심하고 사설 탐정을 고용하여 아내에게 애인이 있는지 알아본다. 그의 두려움이 확인되자 그는 알랭을 제거하기 위해 두 명의 청부 살인업자를 고용하기로 결정한다.
알랭이 살해된 후, 그와 연락이 닿지 않고 그의 아파트가 비어있는 것을 발견한 패니는 알랭이 자신을 위해 남편을 떠나려 한다는 자신의 바람 때문에 자신을 버렸다고 확신한다. 그녀는 남편에게 더 가까워지고, 그와 함께 아이를 가질 계획을 세운다.
그러나 패니의 어머니 카미유는 장의 전 동료가 의문의 상황에서 죽은 채 발견되었다는 사실을 알게 된다. 이 사건은 자살로 처리되었지만, 그녀는 계속 의심한다. 딸이 자신을 믿지 않더라도 카미유는 딸을 설득하려 한다. 장은 이를 알게 되고 자신을 보호하기 위해 패니의 어머니를 살해하기로 결정한다. 그는 청부 살인업자 중 한 명과 함께 시골 사냥 여행 중에 장모에게 "사고"가 일어나도록 계획한다.
카미유와 장이 숲으로 들어가는 동안, 패니는 어머니에게 약을 가져다주기 위해 파리로 돌아가야 한다. 그녀는 전 애인의 아파트에 들러 서랍에서 그가 쓰고 있던 소설의 원고를 발견한다. 그녀는 알랭이 아직 미완성인 책의 유일한 사본 없이 떠나지 않았을 것이라는 것을 안다. 이제 고립된 장소인 숲에서 장은 소총을 들고 카미유에게 겨누지만, 그는 갑자기 자신을 동물로 착각한 다른 사냥꾼에게 총에 맞아 쓰러진다.

## 출연
- 닐스 슈네데르
- 루 드 라주
- 발레리 르메르시에
- 멜빌 푸포
- 엘자 질베르슈테인
- 그레고리 가드부아
- 기욤 드 통케데크
- 사라 마르탱
- 아르노 비아르
- 안 루아레